# 國際特赦組織
國際特赦組織（英語：Amnesty International，縮寫为；又稱為大赦國際），是一个关注世界人权的国际非政府组织，总部设在英国。该组织表示，它在世界各地拥有1000多万会员和支持者。该组织的使命是为“一个人人享有《世界人权宣言》和其它国际人权文书所记录的人权世界”而运动。该组织在人权问题上发挥了显著作用，它经常被媒体和世界领导人引用。
大赦国际于1961年由律师彼得·本南森在伦敦创立。大赦国际最初关注的重点是良心犯，在肖恩·麦克布赖德和马丁·恩纳尔斯的领导下，其职权范围在20世纪70年代扩大到包括司法不公和酷刑。1977年，它被授予诺贝尔和平奖。
大赦国际关注侵犯人权的行为和发起遵守国际法的运动。它致力于动员公众舆论，对侵犯人权行为的政府施加压力。

## 歷史

### 1960年代
国际特赦组织由英国律师彼得·本南森于1961年在伦敦创立。根据其自述，他本人其实是一位英国籍犹太裔基督徒律师，在1960年11月19日在乘坐伦敦地铁的时候，边读着报纸。他读到了一则新闻，说有两名来自葡萄牙科英布拉的学生，仅仅因为喝了一杯为自由与解放而干杯的酒，就被葡萄牙当局判处七年监禁[a]，但之后这则消息却无从考证了[a]。而葡萄牙在1960年由“第二共和国”（又名新政权）独裁统治，其意识形态是威权主义和反共主义，并且将境内一切“敌人”都视为“反葡分子”。在《被遗忘的囚犯》一文中，本纳森谈了他的一些看法：
|  | 每天当你翻开报纸，你就会发现在这个世界，总有些地方，有些人，仅仅因为个人观点和宗教信仰在官方看来不可接受，就被监禁，被施以酷刑，乃至被处决。而报纸的读者都会强烈地感到无能为力。但是，倘若这种无助的感受汇聚成一股行动的力量，那么情况将有所转机。 |

彼得·本南森与他的朋友埃里克·贝克合作，他也是英国教友会的成员，曾参与英国核裁军运动，并成为贵格会和平与社会见证组织的负责人。在他的回忆录中，本南森将他描述为“项目启动的合作伙伴”。在与其他作家、学者和律师，特别是亚历克·迪格斯协商后，他们通过路易斯·布洛姆·库珀写信给《观察家报》编辑大卫·阿斯特，后者于1961年5月28日发表了本南森的文章《被遗忘的囚犯》。这篇文章让读者注意到那些“因其观点或宗教不为其政府所接受而被监禁、折磨或处决的人”，或者换句话说，政府违反了《世界人权宣言》第18条和第19条。文章描述了在全球范围内，在限制新闻自由、政治反对派、公正法院及时公开审判和庇护的情况下发生的这些侵犯行为。它标志着“1961年大赦呼吁”的发起，其目的是迅速和广泛地动员公众舆论，为这些被本南森称为“良心犯”的人辩护。
大量国际报纸转载了《大赦呼吁》。同年，贝南森出版了一本书《1961年的迫害》，详细介绍了贝南森和贝克调查和汇编的九名良心犯的案件（莫里斯·奥丁、阿什顿·琼斯、阿戈斯蒂尼奥·内托、帕特里克·邓肯、奥尔加·伊温斯卡娅、路易斯·塔鲁克、康斯坦丁·诺伊卡、安东尼奥·阿马特和胡风）。
1961年7月，领导层决定将该呼吁作为永久组织大赦国际的基础，第一次会议在伦敦举行。本南森确保所有三个主要政党都有代表，从工党、保守党和自由党招募议员。1962年9月30日，它被正式命名为“大赦国际”。在“1961年大赦呼吁”和1962年9月之间，该组织被简称为“大赦”。
到20世纪60年代中期，大赦国际的全球影响力不断扩大，并成立了一个国际秘书处和国际执行委员会来管理大赦国际的国家组织，称为“部门”，这些组织已经出现在几个国家。他们当时得到了英国政府的秘密支持。国际运动开始就其核心原则和技术达成一致。例如，是否像纳尔逊·曼德拉这样鼓吹暴力囚犯的问题，使人们一致同意，不能给这些囚犯起“良心犯”的名字。除了图书馆和团体的工作外，国际特赦组织的活动还扩展到帮助囚犯家属、派遣观察员参加审判、向政府提出申诉，以及为囚犯寻找庇护或海外工作。它在政府间组织内的活动和影响力也在增加；在十年结束之前，它将被联合国、欧洲委员会和教科文组织授予咨询地位。
1966年，本南森怀疑英国政府与一些国际特赦组织雇员勾结，压制了一份关于英国在亚丁暴行的报告。他开始怀疑许多同事是英国特工试图颠覆大赦国际，但他无法说服大赦国际的其他人。同年晚些时候，当美国政府报告称爱尔兰前外交部长兼大赦国际第一任主席塞恩·麦克布莱德参与了中央情报局的一项资助行动时，又有了进一步的指控。肖恩·麦克布赖德否认知道这笔资金，但本南森确信他是美国中央情报局的成员。他辞去了大赦国际主席的职务，理由是大赦国际被秘密机构窃听和渗透，并表示他不能再生活在一个容忍此类活动的国家。

### 1970年代至1980年代
国际特赦组织的成员从1969年的15000人增加到1979年的200000人。在国家层面，国际特赦组织敦促适用联合国《囚犯待遇最低限度标准规则》和现有的人道主义公约；1976年，联合国批准了公民权利及政治权利国际公约，并在获得禁止虐待行为的其他文书和规定方面发挥了重要作用。1972年，美洲人权委员会授予其咨商地位。
1970年，国际特赦组织成立了日本分会，部分原因是为了回应中华民国（台湾）逮捕和起诉臺灣警備總司令部指控陈玉玺教授（Weendy Chen）在美国留学期间阅读共产主义文学，犯有煽动罪。:101-104
1976年，国际特赦组织英国分部发起了一系列筹款活动，后来被称为“秘密警察的球”系列。它们最初是在伦敦上演的喜剧晚会，《每日电讯报》称之为“英国喜剧界的精英”。
该组织因其“捍卫人类尊严免受酷刑”而获得1977年诺贝尔和平奖，并于1978年获得联合国人权奖。
在20世纪80年代中后期，国际特赦组织举办了两场大型音乐活动，以提高人们对国际特赦组织和人权的认识。1986年的“希望的阴谋”巡演在美国举行了五场音乐会，并以一场为期一天的演出达到高潮，在巨人体育场上演了三十多场演出，以及1988年的“现在人权！”！世界之旅。人权现在！在联合国《世界人权宣言》40周年之际，在六周内在五大洲举办了一系列音乐会。两次巡演都邀请了当时最著名的音乐家和乐队。

### 1990年代
在20世纪90年代，国际特赦组织继续发展壮大，在150多个国家和地区拥有700多万名成员。大赦国际主张设立联合国人权事务高级专员办事处（1993年设立）和国际刑事法院（2002年设立）。
大赦国际继续就广泛的问题开展工作。例如，南非团体于1992年加入，国际特赦组织领导人会见了种族隔离政府，要求对警察虐待指控进行调查，停止向非洲大湖地区出售武器，废除死刑。大赦国际特别提醒注意对特定群体实施的侵犯人权的行为，包括难民、种族/族裔/宗教少数群体、妇女以及被处决或关押在死囚牢房的人。
1995年，当大赦国际想要宣传壳牌石油公司如何参与尼日利亚环境和人权活动家卡山偉華的处决时，它被阻止了。报纸和广告公司拒绝刊登他们的广告，因为壳牌石油公司也是他们的客户。壳牌的主要论点是，它在一个已经侵犯人权、无法执行人权政策的国家钻探石油。为了对抗大赦国际试图制造的嗡嗡声，它立即公布了壳牌如何帮助改善尼日利亚的整体生活。大赦国际主任萨利尔·谢蒂说：“社交媒体重新激发了全球公民的想法”。
国际特赦组织参与了智利前独裁者奥古斯托·皮诺切特的法律斗争，皮诺切特于1998年被倫敦警察廳逮捕后，试图避免被引渡到西班牙接受指控。霍夫曼勋爵与国际特赦组织有间接联系，这对英国法律诉讼中是否存在偏见进行了重要考验。在做出释放皮诺切特参议员的决定之前，当时的英国内政大臣杰克·斯特劳曾对该决定提起诉讼，试图阻止皮诺切特获释。英国高等法院驳回了该申请，皮诺切特被释放并返回智利。

### 2000年代
2000年后，大赦国际的主要重点转向全球化带来的挑战以及对九一一袭击事件的反应。全球化问题引发了大赦国际政策的重大转变，因为其工作范围扩大到包括经济、社会和文化权利，而大赦国际过去拒绝在这一领域开展工作。大赦国际认为这一转变很重要，不仅是为了证明其权利不可分割的原则，而且因为它认为公司的力量在不断增强，全球化对许多民族国家造成了破坏。
九一一袭击事件发生后，新任国际特赦组织秘书长艾琳·汗报告称，一名高级政府官员曾对国际特赦组织代表说：“随着纽约双子塔的倒塌，你的角色也随之崩溃。”在袭击发生后的几年里，一些人认为人权组织在过去几十年中取得的成果可能已经受到侵蚀。国际特赦组织认为，人权是所有人安全的基础，而不是障碍。艾琳在2005年将美国政府的关塔那摩湾拘押中心比作苏联的古拉格。
国际特赦组织将注意力转向了針對女性的暴力行為、对军火贸易的控制、对联合国有效性的担忧以及结束酷刑。到2005年，大赦国际的成员已接近200万，大赦国际继续为良心犯开展工作。
2007年，大赦国际执行委员会决定支持“在合理的妊娠期内……在强奸、乱伦或暴力的情况下，或在怀孕危及母亲生命或健康的情况下……为妇女提供堕胎服务”。
2008年3月17日，国际特赦组织就伊拉克战争发表报告称，尽管声称伊拉克的安全局势在最近几个月有所改善，但在2003年五年前战争开始后，人权状况是灾难性的。
2009年，国际特赦组织指责以色列和哈马斯在1月份以色列对加沙发动“铸铅行动”的进攻中犯下战争罪，该行动导致1400多名巴勒斯坦人和13名以色列人死亡。这份117页的大赦国际报告指控以色列军队杀害了数百名平民，肆意破坏了数千所房屋。大赦国际发现了以色列士兵将巴勒斯坦平民用作人盾的证据。随后，联合国加沙冲突实况调查团进行了调查；大赦国际表示，其调查结果与大赦国际自己的实地调查结果一致，并呼吁联合国迅速采取行动，落实调查团的建议。

### 2010年代

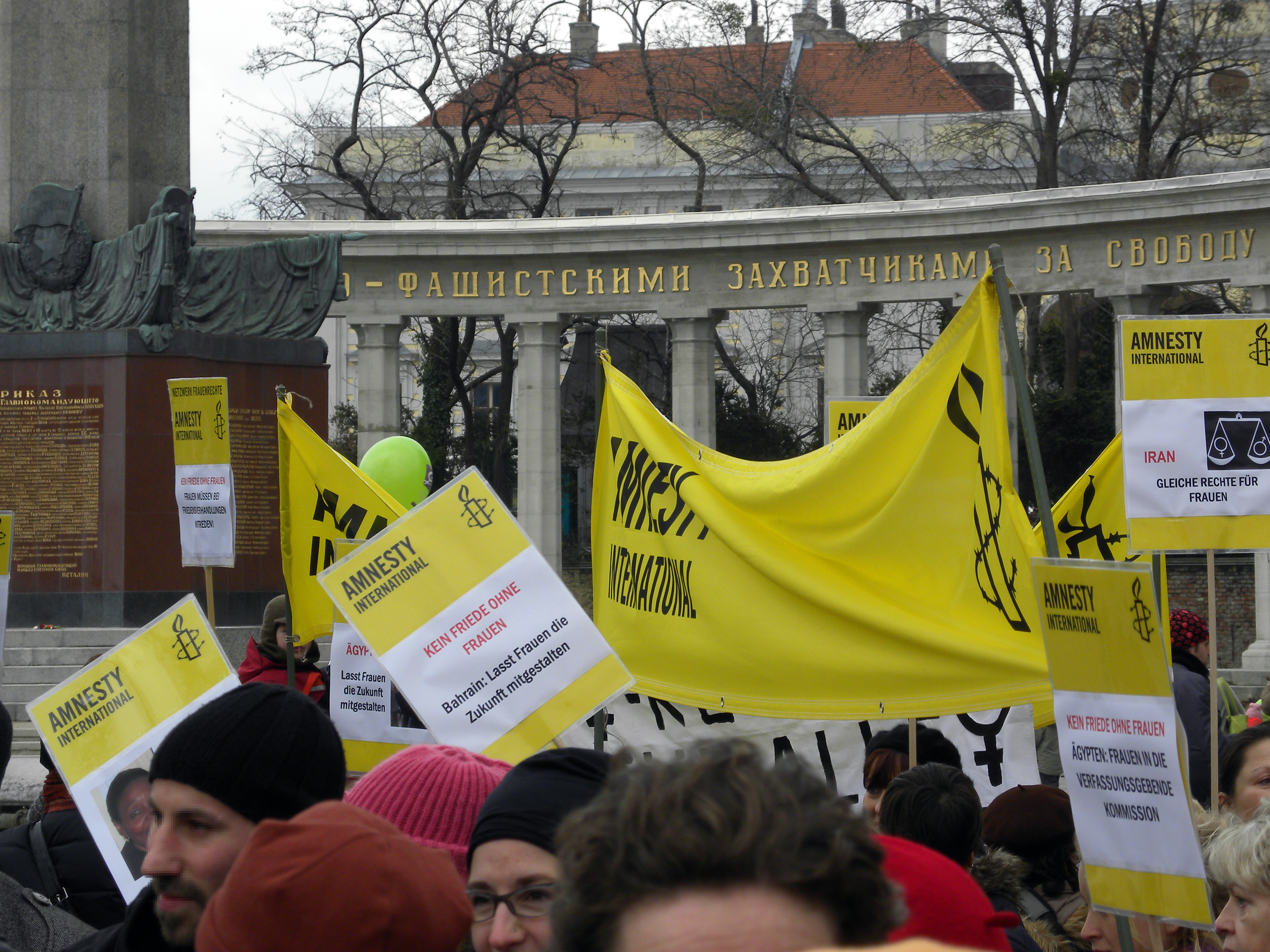
大赦国际，2011年3月19日

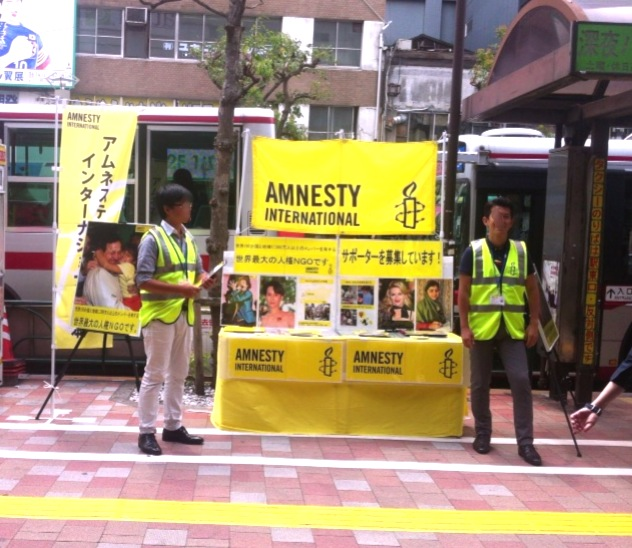
大赦国际日本分会，2014年5月23日

#### 早期
2012年8月，国际特赦组织驻印度首席执行官寻求联合国领导的公正调查，为斯里兰卡受战争罪行影响的人伸张正义。

#### 中期

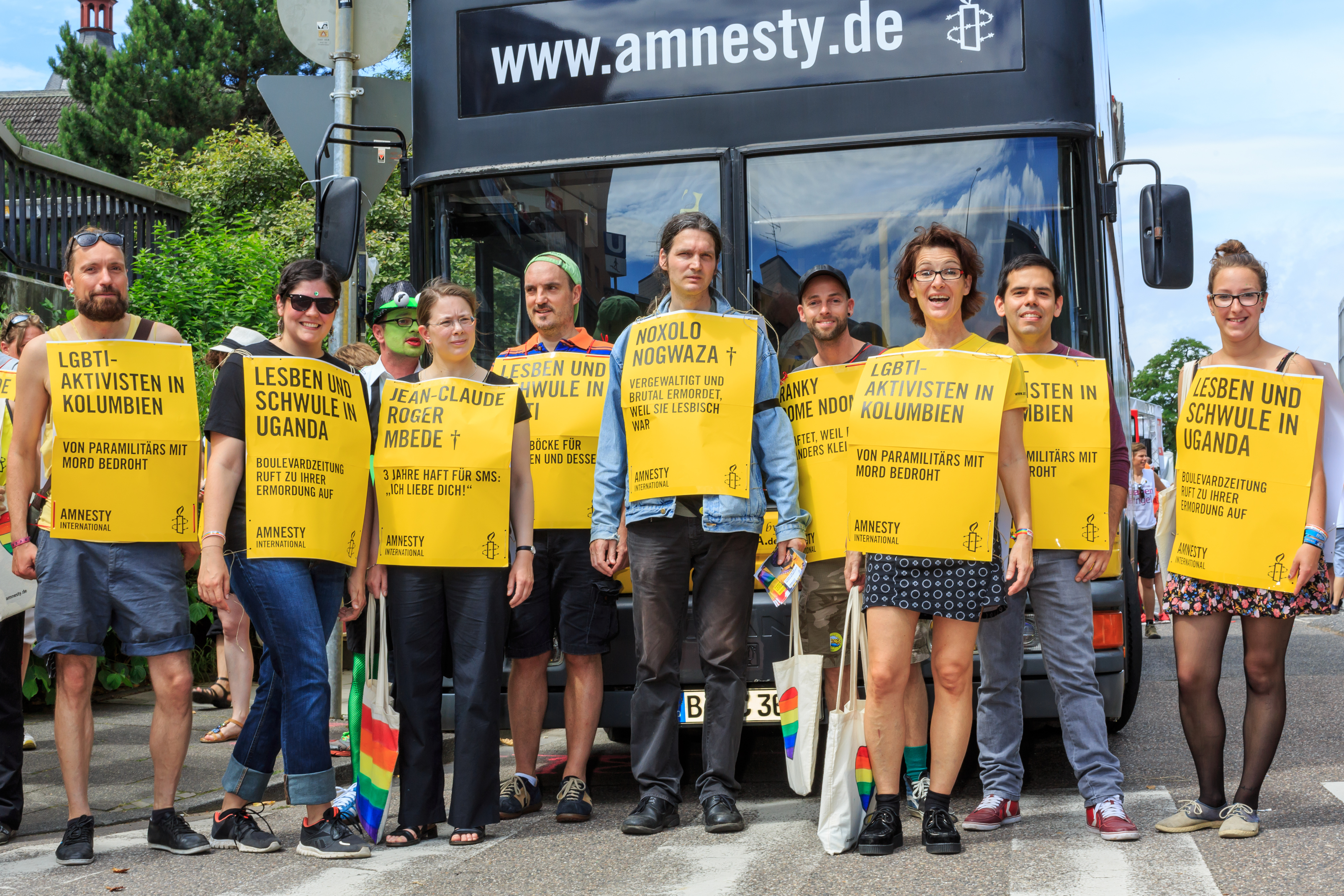
2014年科隆骄傲游行国际特赦组织支持者

2014年8月18日，在人们抗议警察枪杀一名手无寸铁的18岁男子迈克尔·布朗，他袭击了一名警察，然后拒捕，随后枪杀他的警察达伦·威尔逊被无罪释放引发的示威活动之后，大赦国际派遣了一支13人的人权活动家队伍，寻求与官员会面，并对当地活动家进行非暴力抗议方法的培训。这是该组织首次在美国部署这样的团队。
2015年国际特赦组织英国年会上，代表们以468票对461票的微弱优势投票反对一项在英国开展反犹太主义运动的动议。关于该动议的辩论达成了共识，即国际特赦组织应打击“对所有种族和宗教群体的歧视”，但代表们之间的分歧在于，是否适合开展一场“单一”的反种族主义运动。《犹太纪事报》指出，国际特赦组织此前曾发表过一份关于欧洲对穆斯林歧视的报告。
2015年8月，《泰晤士报》报道称，时任国际特赦组织信仰与人权主任、前国际倡导负责人、联合国著名代表亚斯敏·侯赛因“与伊斯兰主义者的关键人物有未公开的私人联系”，包括穆斯林兄弟会和哈马斯。《泰晤士报》还详细报道了侯赛因被指控与卡扎兹家族关系的情况，该家族成员当时是穆罕默德·穆尔西政府的高级政府部长和穆斯林兄弟会领导人。侯赛因女士否认支持穆斯林兄弟会。
2016年6月，国际特赦组织呼吁联合国大会“立即暂停”沙特阿拉伯在联合国人权理事会的成员资格。国际特赦组织联合国办事处负责人表示：“联合国人权理事会的信誉岌岌可危。自加入理事会以来，沙特阿拉伯国内糟糕的人权记录持续恶化，其领导的联盟在沙地武裝干涉也門中非法杀害和伤害了数千名平民。”
2016年12月，国际特赦组织透露，一个虚假的非营利组织“无声受害者”一直试图监视他们的工作人员，该组织声称要提高人们对卡塔尔人权状况的认识和关注。

#### 晚期

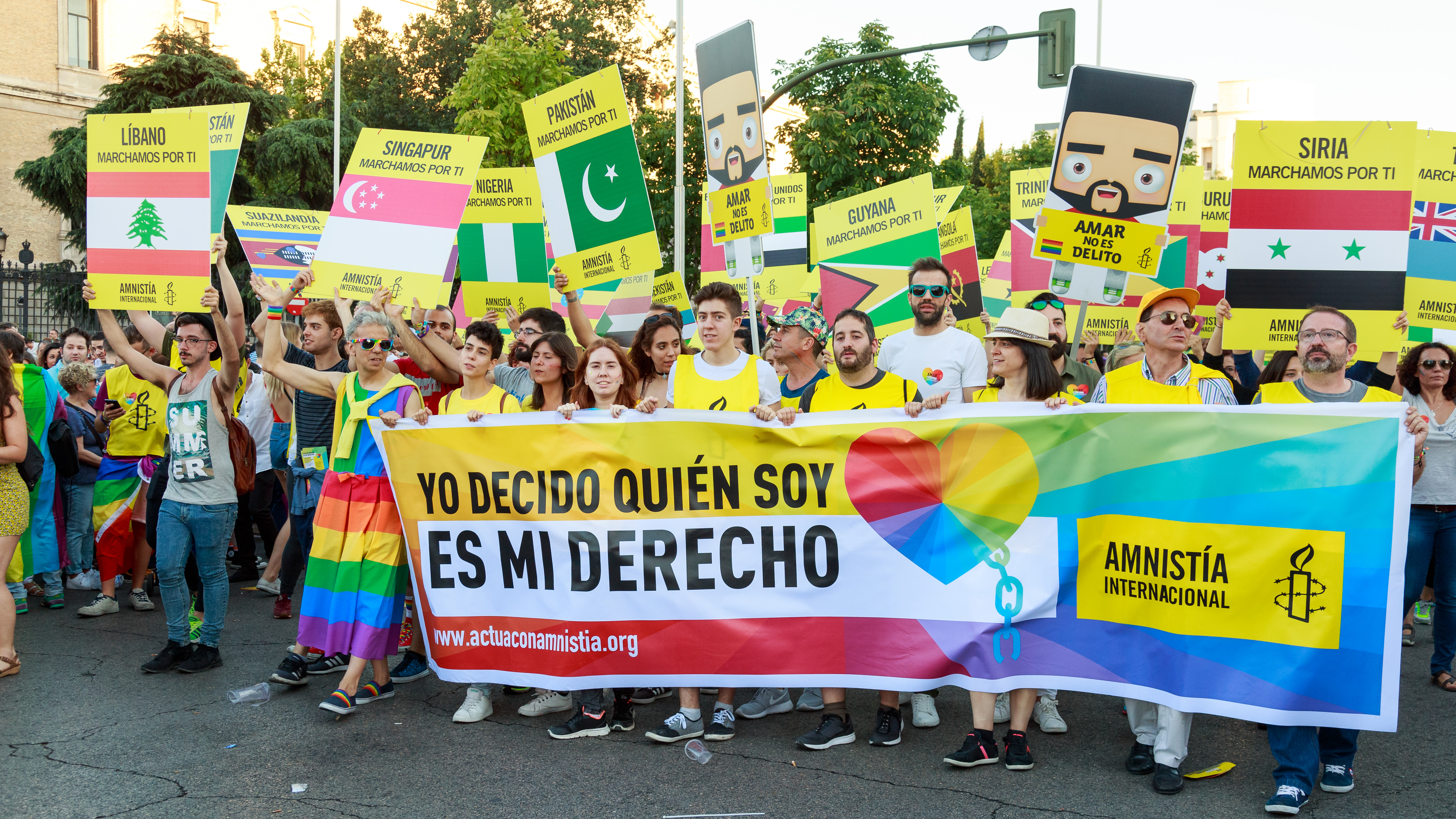
2017年7月，大赦国际在马德里世界骄傲节上签名

2018年10月，一名国际特赦组织研究员在俄罗斯印古什首都马加斯观察示威活动时被绑架和殴打。
10月25日，印度对国际特赦组织班加罗尔办事处进行了10个小时的突击搜查，怀疑该组织违反了执法局的外国直接投资准则。国际特赦组织的员工和支持者表示，这是一种恐吓质疑政府领导人权威和能力的组织和个人的行为。印度分部执行主任声称：“执法局今天对我们办公室的突袭表明，当局现在如何将人权组织视为犯罪企业，使用高压手段。9月29日，内政部表示，大赦国际使用关于人道主义工作等的“光鲜声明”作为“转移注意力的策略”，以转移人们对其明显违反印度法律的活动的注意力。大赦国际在2000年12月只获得了一次许可，此后历届政府根据《外国捐款法》拒绝了其外国捐款许可。然而，为了规避《公平信用报告法》的规定，大赦国际英国将大量资金汇给了四个在印度注册的实体，将其归类为外国直接投资（FDI）。
印度总理纳伦德拉·莫迪受到外国媒体的批评，称其损害了印度的公民社会。印度根据《外国捐款管理法》取消了大约15000个非政府组织的注册，联合国发表声明反对。尽管没有发现任何证据证实这些指控，但政府计划继续调查，并冻结了所有办事处的银行账户。执法局发言人表示，调查可能需要三个月的时间才能完成。
2018年10月30日，大赦国际呼吁起诉尼日利亚安全部队，声称他们在尼日利亚阿布贾的一次和平宗教游行中对什叶派抗议者过度使用武力。活动中至少有45人死亡，122人受伤。
2018年11月，大赦国际报告称，埃及逮捕了19名或更多的维权人士和律师。埃及当局逮捕了这些人，埃及持续镇压异见人士。其中一名被捕者是60岁的人权律师、前国家人权委员会成员。大赦国际报告称，在逮捕事件发生后，由于埃及对民间社会的敌对环境，埃及权利与自由协调会决定暂停其活动。
2018年12月5日，国际特赦组织强烈谴责白俄罗斯处决“黑人房地产经纪人”的领导人。尽管联合国人权委员会要求延期，但他们还是被杀了。

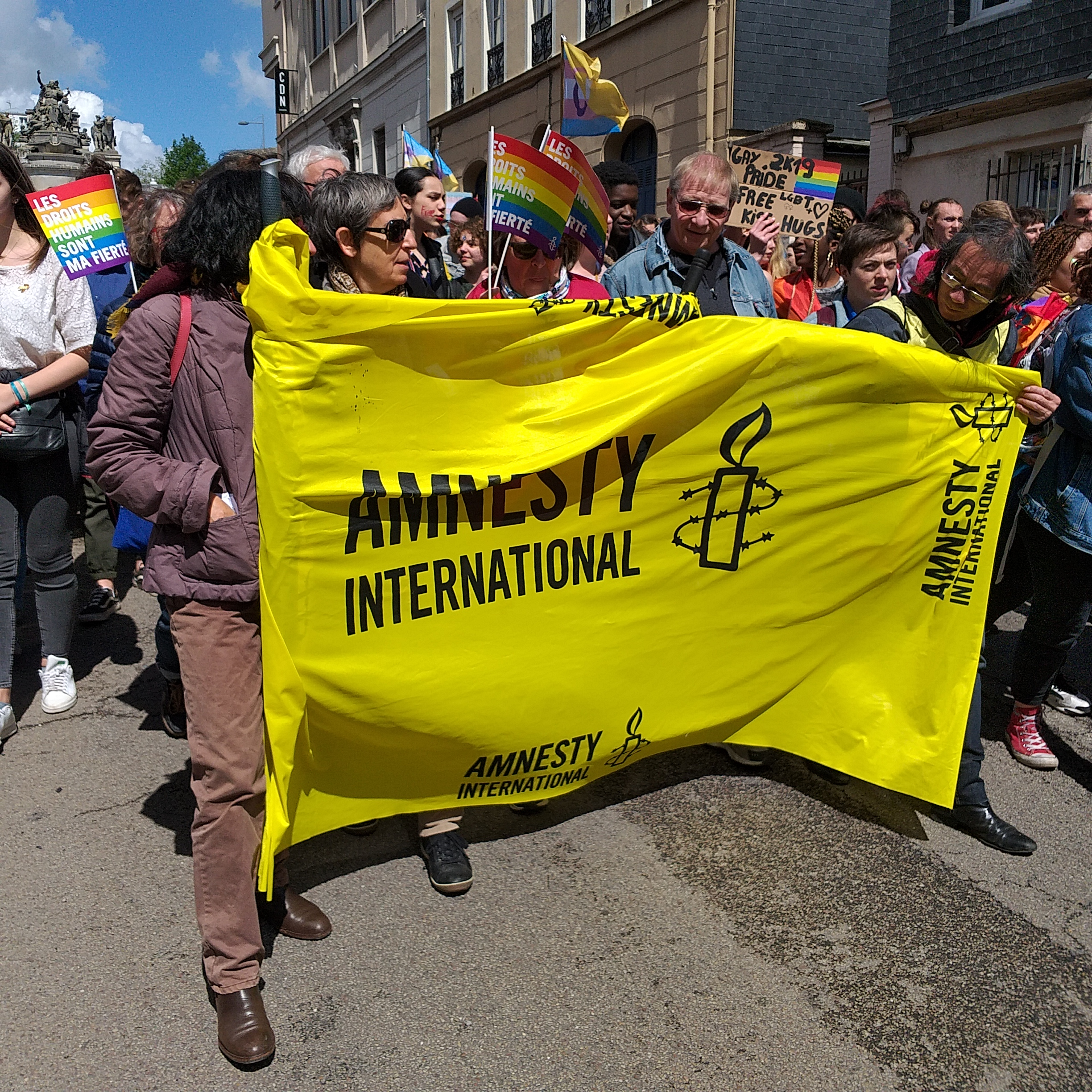
2019年5月4日，国际特赦组织在鲁昂

2019年2月，国际特赦组织的管理团队提出辞职，因为一份独立报告发现了职场欺凌的“有毒文化”，并发现了欺凌、骚扰、性别歧视和种族主义的证据。此前，他们被要求调查2018年5月在巴黎30年的国际特赦组织资深人士盖坦·穆图和2018年7月在日内瓦28岁的实习生罗莎琳德·麦格雷戈的自杀事件。
2019年4月，国际特赦组织欧洲研究副主任马西莫·莫拉蒂警告说，如果被引渡到美国，维基解密创始人朱利安·阿桑奇将面临“严重侵犯人权的风险，拘留这可能违反禁止酷刑的规定”。
2019年5月14日，国际特赦组织向以色列特拉维夫地区法院提交了一份请愿书，要求撤销监控技术公司NSO集团的出口许可证。该文件指出，“大赦国际的工作人员担心他们可能会继续成为NSO的目标，并最终受到监控”。以色列法院还就涉嫌侵犯人权的行为对国家统计局提起了其他诉讼，包括沙特持不同政见者奥马尔·阿卜杜勒阿齐兹于2018年12月提起的一项诉讼，他声称国家统计局的软件在他与被谋杀的记者賈邁勒·卡舒吉经常接触期间针对他的手机。
2019年9月，欧盟委员会主席乌尔苏拉·冯德莱恩设立了“保护我们欧洲生活方式副主席”的新职位，负责维护法治、内部安全和移民。大赦国际指责欧盟将移民与安全联系起来，“利用极右翼”。
2019年11月24日，国际特赦组织前董事会成员阿尼尔·拉吉在与联合国开发计划署合作时被汽车炸弹炸死。美国国务卿迈克·蓬佩奥在11月26日的新闻发布会上宣布了拉杰的去世，并在会上讨论了恐怖主义行为。

### 2020年代
2020年8月，国际特赦组织对白俄罗斯“和平抗议者普遍遭受酷刑”和被拘留者的待遇表示关切。该组织还表示，2020年上半年，尼日利亚北部农村社区有1100多人被土匪杀害。国际特赦组织调查了在冠状病毒疫情期间执行限制措施的安哥拉警察对青少年的“过度”和“非法”杀害。
2020年5月，该组织对卡塔尔强制使用新冠肺炎接触者追踪应用程序的安全缺陷表示担忧。
2020年9月，在政府因涉嫌财务违规而冻结其银行账户后，大赦国际关闭了其在印度的业务。
2020年11月2日，国际特赦组织报告称，埃塞俄比亚加瓦坎卡村有54人被奥罗莫解放阵线杀害，其中大多数是阿姆哈拉妇女、儿童和老人。
2021年4月，国际特赦组织新任秘书长阿涅斯·卡拉馬爾在推特上声称以色列杀害了亚西尔·阿拉法特；卡拉马尔本人并没有删除这条推文。
2022年2月，大赦国际指责以色列对巴勒斯坦人犯下种族隔离罪，此前也有人权组织指责以色列犯有危害人类罪。2021年，人权观察和卜采萊姆都指责以色列对被占领土上的巴勒斯坦人实行种族隔离。大赦国际的一份报告称，以色列“为了以色列犹太人的利益，对巴勒斯坦人民实行制度化的压迫和统治”。以色列外交部表示，大赦国际在兜售“来自知名反以色列仇恨组织的谎言、前后矛盾和毫无根据的断言”。巴勒斯坦外交部称该报告“详细肯定了巴勒斯坦人民所遭受的根深蒂固的种族主义、排斥、压迫、殖民主义、种族隔离和企图抹除的残酷现实”。
2022年3月，国际特赦组织美国分部主任保罗·奥布莱恩在美国全国妇女民主俱乐部对听众发表讲话时表示：“我们反对以色列应该作为犹太人民的国家而保留的想法，我认为这是辩论中存在的一部分”，同时补充道：“国际特赦组织对任何问题都不持任何政治观点，包括以色列国的生存权。”
2022年4月7日，在俄罗斯入侵乌克兰六周后，俄罗斯司法部宣布，大赦国际和其它14个国际组织因“违反俄罗斯法律”而暂停工作。
2024年12月，国际特赦组织称以色列在加沙犯下了种族灭绝罪。2025年1月，国际特赦组织暂停了以色列分会的活动，原因是该分会“有证据表明以色列境内普遍存在反巴勒斯坦种族主义”，并且没有接受国际特赦组织关于以色列种族隔离的报告的结论以及对加沙巴勒斯坦人的种族灭绝指控。暂停将持续两年，由审查小组决定是恢复以色列分支机构还是永久禁止它。

## 结构

大赦国际分会，2012年

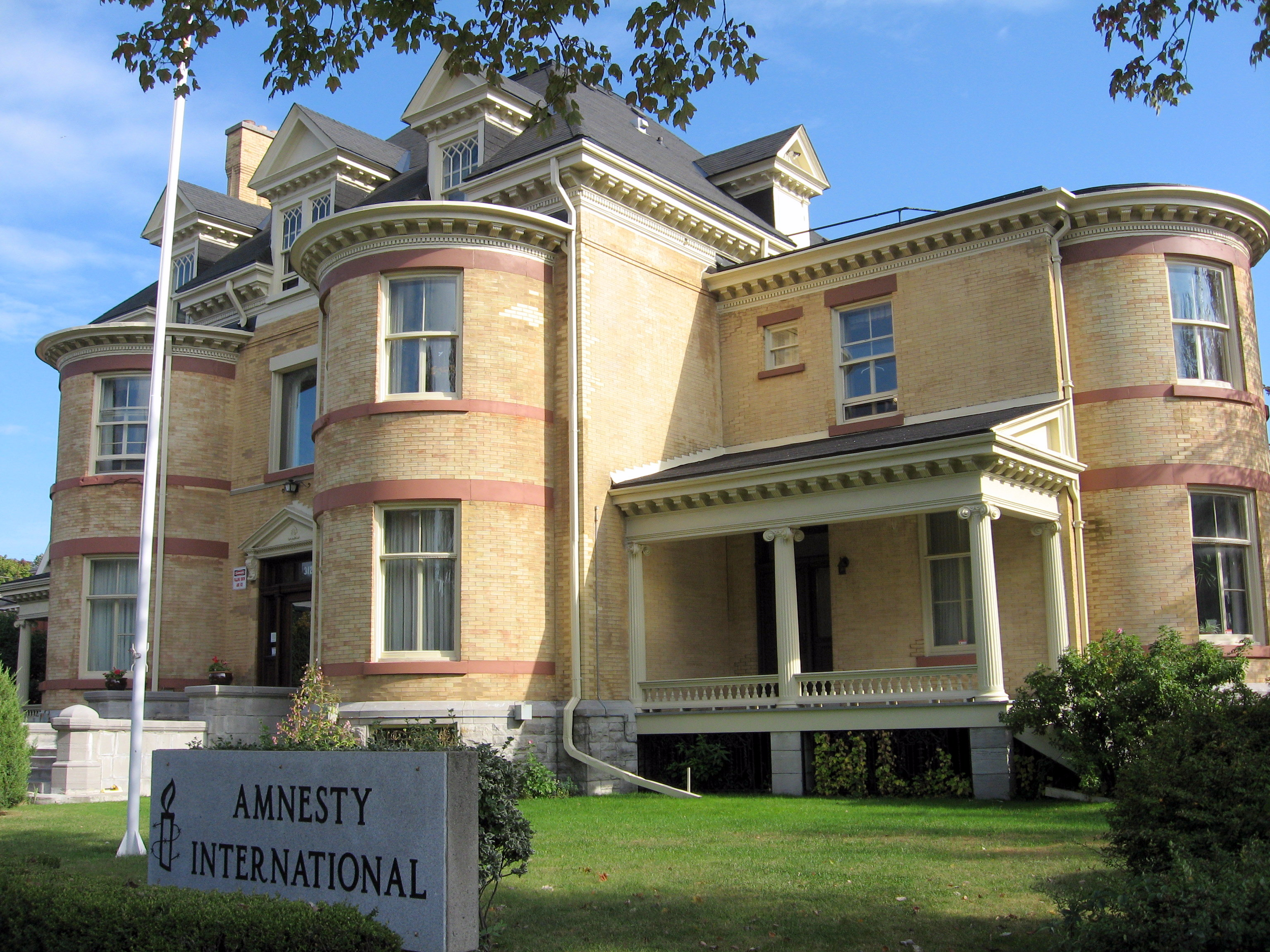
大赦国际加拿大渥太华总部

国际特赦组织主要由自愿者组成，但保留了少数有偿专业人员。在大赦国际有强大影响力的国家，成员被组织成“部门”。2019年，全球共有63个部门。最高管理机构是全球大会，每年举行一次会议，每个部门的主席和执行主任都会出席。
国际秘书处（IS）在国际委员会的指导下负责大赦国际的行为和日常事务。它由大约500名专业工作人员管理，由一名秘书长领导。自20世纪60年代中期成立以来，其办事处一直设在伦敦。

### 著名的国家分会
- 大赦国际加纳分会（英语：Amnesty International Ghana）
- 大赦国际澳大利亚分会（英语：Amnesty International Australia）
- 大赦国际印度分会（英语：Amnesty International India）
- 大赦国际爱尔兰分会（英语：Amnesty International Ireland）
- 大赦国际新西兰分会（英语：Amnesty International New Zealand）
- 大赦国际菲律宾分会（英语：Amnesty International Philippines）
- 大赦国际南非分会（英语：Amnesty International South Africa）
- 大赦国际泰国分会（英语：Amnesty International Thailand）
- 大赦国际美国分会（英语：Amnesty International USA）

### 慈善组织
在英国，大赦国际有两个根据英国法律注册的慈善组织：大赦国际慈善机构和大赦国际英国分部慈善信托。

## 原则
该组织的核心原则是关注良心犯，即那些被监禁或被暴力阻止表达意见的人。除了反对压制言论自由的承诺外，大赦国际的创始原则还包括不干预政治问题、坚定地致力于收集各种案件的事实和促进人权。
这些原则中的一个关键问题涉及那些可能主张或默许在反对镇压的斗争中使用暴力。大赦国际不判断诉诸暴力是否正当，本身也并不反对使用暴力，因为《世界人权宣言》在序言中预见了人们可能“被迫作为最后手段反抗暴政和压迫”的情况。如果一名囚犯在经过公平审判后因涉及暴力的活动而服刑，大赦国际不会要求政府释放该囚犯。
大赦国际本身既不支持也不谴责政治反对派团体使用暴力。然而，它支持政府和反对派都应遵守的最低程度人道标准。当一个团体折磨或杀害俘虏、劫持人质或故意杀人时，大赦国际谴责这些虐待行为。
大赦国际认为死刑是对人权的最终、不可逆转的剥夺，反对在所有情况下判处死刑，无论所犯罪行、个人的情况或处决方法如何。

## 目標
國際特赦組織在1961年成立時，以救援各國的「良心犯」為主要目標。五十餘年來，其任務逐漸擴及禁止酷刑、廢除死刑、保護難民、移民與尋求庇護者、阻止濫刑、濫殺與強迫失踪、墮胎除罪化、阻止針對婦女及LGBT的暴力、提倡宗教間和睦、乃至經濟、社會與文化諸權利。當前，其主要目標包括：捍衛言論自由、保護婦女權利、追究危害人類罪行和要求侵犯人權的企業負起責任。國際特赦組織認為人權是不可分割的與互相關聯的，並致力于通過人權教育計畫，和努力爭取批准人權條約的活動來促進世界人權宣言和其它國際標準中載明的所有人權。
该組織稱“態度公允”，“不受任何政府、政治派系或宗教派系的支配”；“该組織既不支持、也不反對任何政府或政治制度”；“既不支持、也不反對受害者的觀點，儘管它致力于保護受害者的權利”；该組織“唯一關心”的是“保護每個案件中涉及的人權”，它“既不考慮政府和反對派的意識形態如何，也不考慮個人的信仰如何”；该組織“並不按各國的人權紀錄而將其分級分等，也不企圖進行比較，而是集中精力去努力終止那些違反人權的特定案件”。
國際特赦組織的其他目標還包括：
- 停止未經合法程序的刑罰與處決
- 維護囚犯權利，使其符合國際人權標準
- 保證所有政治犯獲得即時及公平的審判
- 停止徵用童兵
- 為社會上邊緣群體爭取經濟、社會和文化上的權利
- 保護人權捍衛者
- 停止在任何武裝衝突中的非法殺戮
- 社會運動者及記者的失蹤案件
- 女性、原住民以及LGBT及多元性別者的人權
- 難民、移民以及無身分者之權利
- 勞工工會以及工人人權
- 停止非法拘禁以及酷刑、虐待

### 重点国家

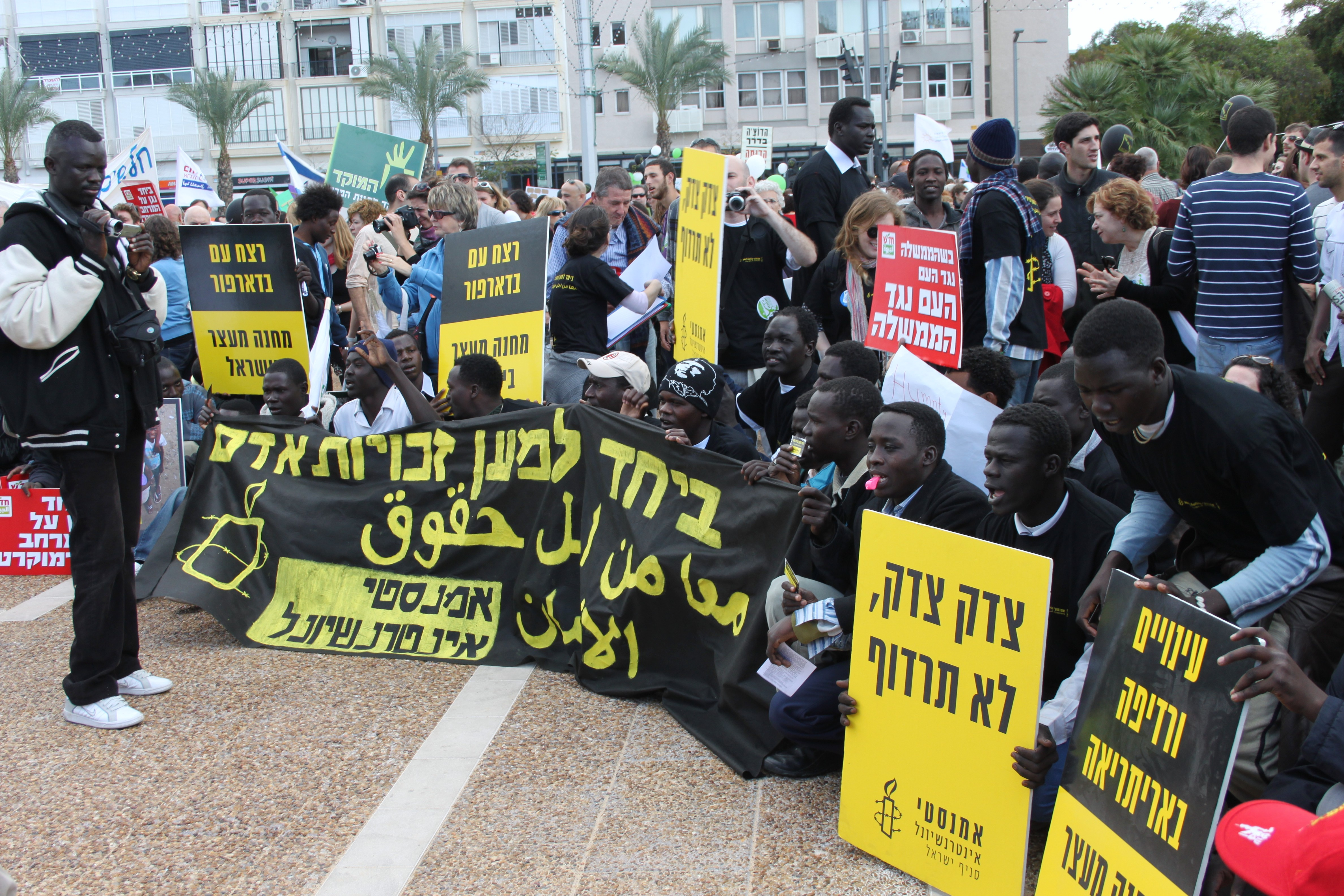
抗议以色列对非洲难民的政策，特拉维夫，2011年12月9日

大赦国际对相对更民主和开放的国家的报告不成比例，认为其目的不是制作一系列统计上代表世界侵犯人权行为的报告，而是施加舆论压力，鼓励国家改善。
西方主要政府和主要非西方国家的行为的示范效应是一个重要因素；正如一位前国际特赦组织秘书长所指出的那样，“对许多国家和大量人民来说，美国是一个榜样”，一位国际特赦组织经理表示，“大国影响小国。”此外，随着冷战的结束，国际特赦组织认为，需要更加重视北方的人权，通过展示其以真正全球性的方式报道人权问题的意愿，来提高其在发展中国家批评者中的信誉。
根据一项学术研究，由于这些考虑，除了侵犯人权的频率和严重程度外，大赦国际报告的频率还受到许多因素的影响。例如，大赦国际对经济实力更强的国家的报告（比侵犯人权行为预测的要多得多）；以及接受美国军事援助的国家，因为西方对虐待行为的共谋增加了公众压力能够有所作为的可能性。此外，大约在1993-1994年，国际特赦组织有意识地发展了与媒体的关系，制作了更少的背景报道和更多的新闻稿，以增加其报道的影响力。新闻稿部分是由新闻报道推动的，利用现有的新闻报道作为讨论大赦国际人权问题的杠杆。这增加了国际特赦组织对媒体更感兴趣的国家的关注。
2012年，主要关注叙利亚的大赦国际英国竞选经理克里斯蒂安·本尼迪克特将几个国家列为“侵犯人民基本普遍权利的政权”：缅甸、伊朗、以色列、朝鲜和苏丹。本尼迪克特因将以色列列入这份短名单而受到批评，理由是他的意见仅来自“他自己的访问”，没有其它客观来源。
大赦国际的国家重点与其他一些类似的非政府组织相似，特别是人权观察组织：1991年至2000年期间，大赦国际和人权观察组织在其“前十名”中共有十个国家中的八个（大赦国际新闻稿；大赦国际报告为七个）。此外，在20世纪90年代人权观察组织报道最多的10个国家中，有6个国家也进入了《经济学人》和《新闻周刊》的“最受关注”名单。

## 资金
国际特赦组织指明其资金主要来自其全球会员的会费和捐款，不接受来自政府或政府组织的捐赠。然而，该组织在过去十年中获得了英国国际发展部、 欧盟委员会、 美国国务院和其他政府或政府组织的资助。
国际特赦组织美国分会已获得洛克菲勒基金会的资助，但这些资金仅用于“支持其人权教育工作”，多年来，该组织还获得了福特基金会的资助。

## 出版物
國際特赦組織的出版物（報告）主要有：國際特赦組織年報及全球死刑報告，每年定期出版，並配有紙質版和電子USB記憶棒兩種商品可供讀者購買。

### 《2013死刑处决和判决报告》
國際特赦組織2014年3月發布《2013死刑處決和判決報告》（ Death sentences & executions in 2013），全文分7個章節，共計56頁，針對全球死刑執行現狀做出了年度分析和總結。
這份新的報告中說，2013年22個國家共有778人被執行司法處決。該項統計不包括中國、朝鮮等把死刑人数列为机密的國家，因為此類信息在這些國家是機密文件，報告指出，去年全球死刑人數增長的主要原因在於伊朗、伊拉克以及沙特阿拉伯執行死刑的人數增多，在伊朗，官方正式承認的人數為“至少369人”，但有“可靠消息來源”報道說這一數字還要再增多335人，該組織統計，在伊拉克，至少有169人被執行死刑，沙特阿拉伯為至少79人。
报告列出的内容中，其中公开处决发生在伊朗、朝鲜、沙特阿拉伯和索马里。行刑方式上，包括了沙特阿拉伯的斩首，美国的电刑，中国、越南和美国的注射死刑，还有一些国家被指仍在使用绞刑和枪决。此外，报告说明，去年未有石刑（Stoning）处决的报道。

### 《2016死刑处决和判决报告》
國際特赦組織發表最新報告，未計中國在內，2016年全球至少有1,023人被處以死刑，比前年大跌近4成。組織利用中国大陆搜索引擎「百度」翻查報道，發現過去3年有近千宗死刑報道，但中国大陸官方數據庫只公開85宗，組織批評當局依然將數據列為機密，外界難以得知實際死刑宗數，違背北京近年稱要公開透明的原則。

## 批评与争议
对大赦国际的批评包括发表不正确的报告，与人权保护记录可疑的组织联系，意识形态和外交政策偏见，以及组织内部的制度歧视问题。2019年两名工作人员自杀后，大赦国际进行了内部审查，并报告了内部糟糕的工作环境，包括欺凌和歧视案件。自报告发布以来，世界各地的多名工作人员谈到了大赦国际的系统性的虐待。
许多国家批评国际特赦组织对它们的批评，包括澳大利亚；捷克共和国；中华人民共和国；刚果民主共和国；埃及；印度；伊朗；以色列；摩洛哥；卡塔尔；沙特阿拉伯；越南；俄罗斯；尼日利亚和美国。他们声称单方面报告或未能将安全威胁视为一种原因。这些国家以及其它批评国际特赦组织的国家政府一直是国际特赦组织表达的人权关切的主题。

### 内部争议

#### 2019年职场霸凌报告
2019年2月，国际特赦组织的工作人员在发布一份独立报告指出职场霸凌的“有毒文化”后提出辞职。在调查了2018年两起自杀事件后，发现了霸凌、骚扰、性别歧视和种族主义的证据：2018年5月，30岁的大赦国际资深人士盖坦·穆图在巴黎自杀；2018年7月，28岁的实习生罗莎琳德·麦格雷戈在日内瓦自杀。
2019年的一份外部委托报告指出，欺凌、公开羞辱和其它滥用权力的行为是管理层的常见做法。它还声称，员工中对大赦国际的高级管理层严重缺乏信任。到2019年10月，国际特赦组织国际秘书处高级领导团队的七名成员中有五名成员辞职。在国际特赦组织没有一名对欺凌行为负责的经理被追究责任后，一群工人请求国际特赦组织主席库米·奈杜辞职。2019年12月5日，奈杜以健康状况不佳为由辞去了国际特赦组织秘书长的职务。

#### 2019年预算危机
2019年5月，国际特赦组织秘书长承认，到2020年底，该组织的预算缺口高达1700万英镑。为了应对预算危机，奈杜向员工宣布，作为紧急重组的一部分，该组织总部将裁减近100个工作岗位。英国最大的工会联合工会表示，裁员是“该组织高级领导团队超支”的直接结果，并且“尽管收入增加”。国际特赦组织担心，低收入员工的裁员将最为严重。在前一年，国际特赦组织收入最高的23人的总收入为260万英镑，平均每年11.3万英镑，要求重新审视组织中是否有必要有这么多经理。
2019年两名工作人员自杀后，国际特赦组织的预算危机被公开。随后对工作场所文化的独立审查发现，在重组过程后，该组织处于“紧急状态”。授予前高级管理层的离职补偿金额引起了其他工作人员的愤怒和大赦国际成员的强烈抗议，并导致奈杜于2019年12月辞职。

#### 2020年秘密支出
2020年9月，《泰晤士报》报道称，国际特赦组织为盖坦·穆图在工作场所自杀支付了80万英镑的赔偿金，并要求他的家人对这笔交易保密。总部位于伦敦的国际特赦组织秘书处与的他妻子达成了审前协议，条件是她签署保密协议，对交易保密。这样做是为了防止与媒体或社交媒体讨论解决方案。这一安排在社交媒体上引发了批评，人们问为什么像大赦国际这样的组织会宽恕使用保密协议。女权主义倡导组织非政府组织“安全空间”的联合创始人沙伊斯塔·阿齐兹在推特上质疑为什么“世界领先的人权组织”会雇佣这样的合同。资金来源不明。国际特赦组织表示，向他家人支付的款项“不会来自捐款或会员费”。

#### 2021年系统性偏见指控
2021年4月，《卫报》报道称，大赦国际的工作人员指控高级职员存在系统性偏见和使用种族主义语言。
国际特赦组织国际秘书处的内部审查报告于2020年10月发布，但未向媒体发布，记录了工作人员报告的多个涉嫌种族主义的例子，其中包括种族诽谤、系统性偏见、对宗教习俗的争议评论。
国际特赦组织英国分会的工作人员也声称存在种族歧视。该报告还记录了种族诽谤“黑鬼”的使用情况，员工对其使用的任何反对意见都被淡化了。截至2021年4月，总部位于英国的非洲之角活动家凡妮莎·泽海耶拒绝发表评论。

#### 2022年关于系统性种族主义的报告
2022年6月，管理咨询公司进行的一项长达106页的独立调查得出结论，英国大赦国际（AIUK）表现出制度性和系统性种族主义。这份报告被国际特赦组织完全接受，国际特赦组织英国分会于2022年4月公布了调查结果。GHPO的独立调查发现，UKAIUK“未能将反种族主义原则融入其自身，并在组织内部存在霸凌问题。”
GHPO的报告包括组织应采取的改进措施的建议。报道称，AIUK表示“接受所有建议”，鉴于该非政府组织多年来表现出的反犹太种族主义，“媒体”坚持将大赦国际描述为“领先的人权组织”是有问题的。”

### 奈伊拉證詞
1990年，当美国决定是否入侵伊拉克时，一名科威特妇女向美国国会作证说，当伊拉克入侵科威特时，她的一些家人离开了这个国家，而她了留下来。她说自己在当地一家医院做志愿者时，伊拉克士兵偷走了装有孩子的保温箱，任由他们冻死。在科威特调查的国际特赦组织证实了这一消息，并且在西方媒体中传播。该组织还将抢劫案中死亡的儿童人数夸大到300多人，超过了该国城市医院可用的孵化器数量。她的证词在ABC新聞的和NBC晚间新闻播出，估计有3500万至5300万美国人收看。七名参议员在支持使用武力的演讲中引用了她的证词。在接下来的几周里，乔治·布什总统至少重复了这个故事十次。她对暴行的描述有助于激起美国支持参与海湾战争的舆论。战争结束后，人们发现她的证词完全是伪造的，“奈伊拉”实际上是科威特驻美国代表的女儿，她在负责组织听证会的亲战智库中发挥了主导作用。

### 以色列
2010年，国际特赦组织芬兰分会主席称以色列为nilkkimaa，这是一个贬义词，有“渣滓国家”、“蠕变国家”或“朋克国家”的不同翻译。约翰逊坚持自己的说法，称这是基于以色列“一再蔑视国际法”，以及他自己与以色列人的个人经历。当一位记者问他，地球上是否还有其它国家可以用这些术语来描述时，他说他想不出任何国家。
2021年4月，国际特赦组织与新任秘书长阿涅斯·卡拉馬爾在2013年写的一条推文保持距离，该推文写道：“《纽约时报》的采访[原文如此]，他承认亚西尔·阿拉法特是被谋杀的”；国际特赦组织回应说：“这条推文是匆忙写的，是不正确的。这并不反映大赦国际或阿涅斯·卡拉马尔的立场。卡拉马尔本人并没有删除这条推文。
2022年3月11日，国际特赦组织美国办事处主任保罗·奥布莱恩在一次私人活动上表示：“我们反对以色列应该作为一个犹太民族的国家被保留下来的想法，我认为这是辩论中关乎生存的一部分”，同时补充道：“国际特赦组织对任何问题都不持政治观点，包括以色列国的生存权。”，犹太人可以称之为家。”2022年3月14日，众议院所有25名犹太民主党人发表了一份罕见的联合声明，谴责奥布莱恩，称他“在几个世纪以来试图否认和篡夺犹太人独立机构的人名单上加上了自己的名字”以及“谴责这一行为以及任何否认犹太人民控制自己命运的反犹太主义企图。”2022年3月25日，奥布莱恩写信给犹太国会议员：“我很遗憾代表了犹太人民的观点。”

### 俄罗斯
国际特赦组织于2012年将阿列克谢·纳瓦尔尼指定为良心犯。然而，在2021年2月，由于对纳瓦尔尼在2007-2008年发表的视频和亲民族主义言论进行游说，据称这些言论构成了仇恨言论，国际特赦组织剥夺了纳瓦尔尼的政治地位。西方媒体将大赦国际的决定描述为“俄罗斯国家宣传的巨大胜利”，这破坏了大赦国际对纳瓦尔尼获释的支持。2021年5月，纳瓦尔尼被重新指定为良心犯。大赦国际为做出这一决定道歉，并表示“通过确认纳瓦尔尼的良心犯身份，我们并不支持他的政治纲领，而是强调俄罗斯当局迫切需要承认他的权利，包括获得独立医疗的权利，并采取行动”。

### 英国
在大赦国际的早期历史中，它得到了英国外交部的秘密支持。1963年，英国外交部指示其海外特工为大赦国际的活动提供“谨慎的支持”。同年，本南森写信给殖民地国务大臣兰斯当勋爵，提议在贝专纳保护国和南非边境设立一名“难民顾问”。大赦国际旨在帮助从邻国南非越境逃离的人，但不包括那些积极参与反对种族隔离斗争的人。本南森写道：
我想重申我们的观点，即这些[英国]领土不应被南非政府的反对者用于进攻性政治行动（……）不应允许共产主义的影响力在非洲的这一地区蔓延，在目前的微妙局势下，大赦国际希望支持英王陛下政府的任何此类政策。
第二年，大赦国际宣布纳尔逊·曼德拉为“良心犯”，因为他被南非政府判犯有暴力罪。曼德拉也是南非共产党员。
英国外交部还协助本南森执行海地任务，由于担心海地人发现英国政府赞助了他的访问，他在那里伪装了起来。当他的伪装被揭露时，本南森受到了媒体的严厉批评。
在英国亚丁殖民地，国际特赦组织瑞典分会主席汉斯·戈兰·弗兰克撰写了一份关于殖民政府经营的审讯中心酷刑指控的报告。大赦国际拒绝公布该报告；据本南森称，国际特赦组织秘书长罗伯特·斯旺出于对英国外交部的尊重而压制了这一消息。据联合创始人埃里克·贝克称，本南森和斯旺都在9月会见了外交大臣乔治·布朗，并告诉他，如果外交部承诺不再出现酷刑指控，他们愿意暂停出版。工党政治家、大法官杰拉尔德·加德纳的一份备忘录指出：
国际特赦组织尽可能长时间地搁置了瑞典的投诉，仅仅是因为彼得·本南森不想做任何伤害工党政府的事情。
本南森随后前往亚丁，并报告说他一生中从未见过“更丑陋的情况”。他随后表示，英国间谍已经渗透到国际特赦组织，并压制了该报告的发表。后来，文件浮出水面，暗示本南森与英国政府有联系，英国政府开始了哈里信件事件。他随后辞职，声称英国和美国情报人员渗透到大赦国际并颠覆了其价值观。在这一系列事件之后，一些人将其称为“1966-67年的大赦危机”，大赦国际与英国政府之间的关系被中止。大赦国际誓言，今后，它“不仅必须独立和公正，而且不得被置于任何可能被指控的地位”，外交部警告说，“目前我们对大赦国际的态度必须是保留态度”。

#### 2019年库尔德绝食
2019年4月，30名库尔德活动人士，其中一些人正在无限期绝食，占领了国际特赦组织在伦敦的大楼进行和平抗议，以反对国际特赦组织对阿卜杜拉·奥贾兰在土耳其监狱被隔离一事保持沉默。绝食者还谈到了大赦国际的“拖延战术”。2019年4月26日晚，伦敦警察局逮捕了21名剩余的示威者。

### 乌克兰
2022年8月4日，在俄罗斯入侵乌克兰期间，国际特赦组织发表了一份报告，指责乌克兰武装部队的作战战术危及平民，特别指出乌克兰在居民区（包括学校和医院）建立了军事基地，并从人口稠密的平民区发动了袭击。国际特赦组织乌克兰领导人表示，该报告“由外国观察员编写，没有得到当地工作人员的协助”。报告发表后，她辞职并离开了该组织。
人权律师称，8月4日的报告“几乎没有任何军事或人道主义背景，而这些背景对于在当前军事背景下合理看待什么是必要的（或不是必要的）是必不可少的”，该报告“缺乏事实和分析，缺乏过激的指控”。皇家聯合研究所研究员表示，“你需要在军事必要性和相称性之间取得平衡，因此你需要采取合理措施保护平民，但这必须与你保卫一个地区的命令相平衡”，因此报告建议乌克兰军队应搬迁到附近的田野或森林“表明你对军事行动缺乏了解，损害了研究的可信度”。研究员称该报告“与当前现实脱节”，并表示乌克兰军队可以合法地在他们保卫的城镇居住，即使附近有平民，因为乌克兰当局不断呼吁从前线城镇撤离，强迫平民搬迁将违反国际人道主义法。专门研究减轻平民伤害的联合国战争罪行调查员表示，“乌克兰可以在他们正在保卫的地区部署部队”，“不需要在战场上并肩作战——这不是19世纪”，并表示担心该报告可能会给俄罗斯军队一个借口“扩大对平民地区的打击”，从而危及乌克兰平民。
记者汤姆·穆奇表示，他在大赦国际的一个案件中参与并报道了平民的疏散，他与大赦国际的声明形成对比，大赦国际表示“不知道位于居民区民用建筑内的乌克兰军队要求或协助平民疏散附近的建筑”。基辅独立报编辑团队强烈批评该报道，指出推理中的缺陷，并表示“国际特赦组织无法正确阐明乌克兰暴力的主要肇事者是谁”。
该报告在乌克兰和西方引发了公愤。乌克兰总统弗拉基米尔·泽连斯基指责大赦国际试图“赦免恐怖主义国家，将责任从侵略者转移到受害者身上”，而乌克兰外交部长德米特罗·库列巴表示，该报告“在压迫者和受害者之间建立了虚假的平衡”。该报告受到了俄罗斯驻英国大使馆和亲俄人士的赞扬，引发了对该组织的进一步批评。
8月12日，大赦国际报告称，“结论没有像大赦国际所期望的那样微妙和准确”，并表示“这也适用于国际秘书处随后对公众批评的沟通和反应”。该组织谴责“俄罗斯当局将新闻稿工具化”，并承诺该报告将由独立专家核实。
这一批评导致大赦国际呼吁由独立的国际人道主义法专家组成的内部审查委员会审查该报告，大赦国际没有发表该报告的结论，但《纽约时报》获得了该结论。审查得出的结论是，虽然大赦国际将乌克兰纳入其总体分析是正确的，因为国际人道主义法适用于冲突的所有各方，但其关于乌克兰的结论是有偏见的，没有得到现有证据的充分证实，报告的模糊语言可能会给人留下一种印象，即使这不是故意的，也没有证据支持，即“乌克兰军队对俄罗斯袭击造成的平民死亡负有主要或同等责任”。相反，审查得出的结论是，根据大赦国际收集的证据，“根本不可能断言平民普遍死于”乌克兰军队的疏忽，而报告中的“轻率语言”表明了这一点。

## 奖项和荣誉
1977年，大赦国际因“为确保自由、正义以及世界和平做出了贡献”而被授予诺贝尔和平奖。
1984年，国际特赦组织在言论自由类别中获得了四大自由奖。

## 文化影响

### 人权音乐会

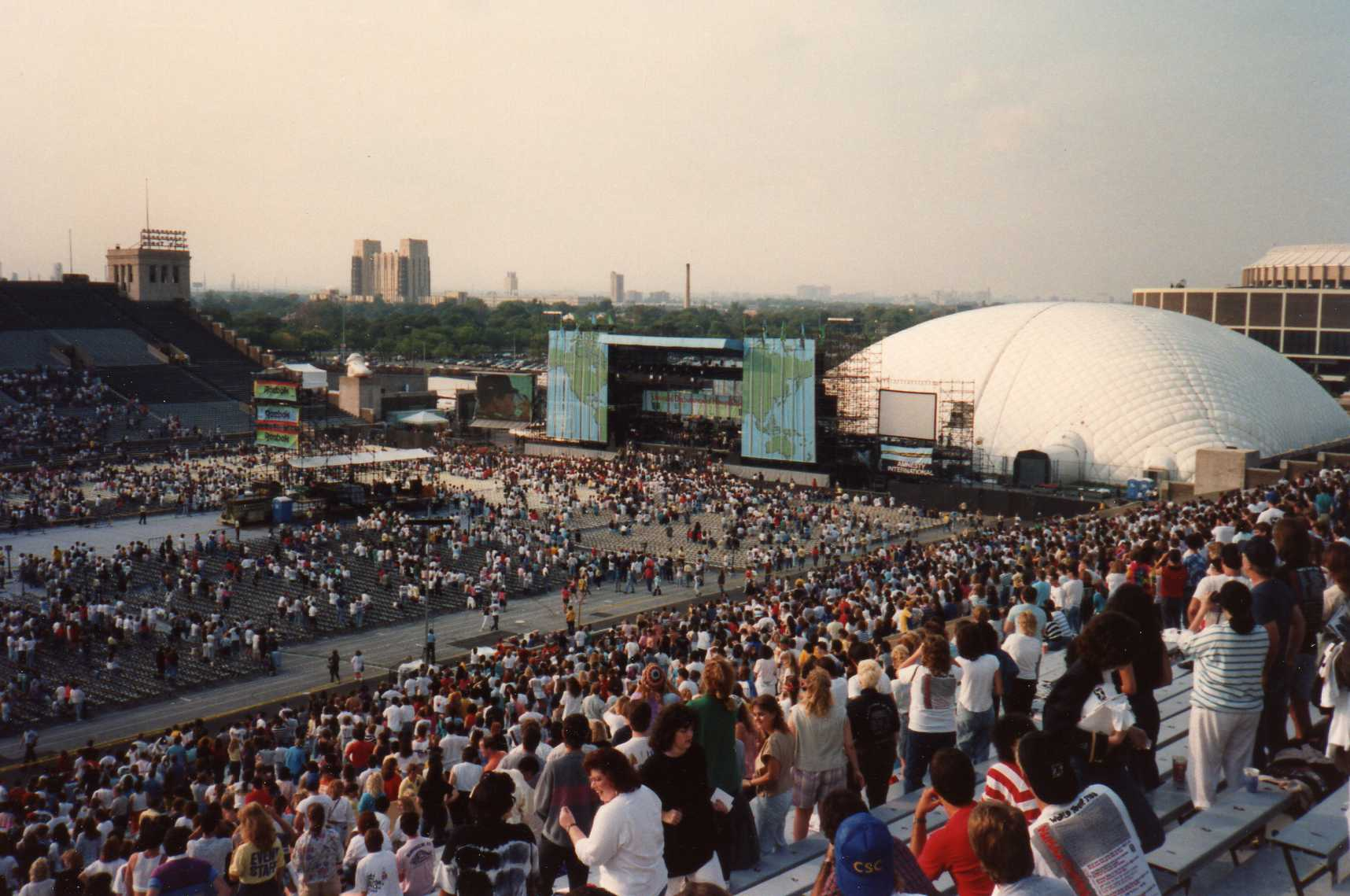
1988年9月19日在费城肯尼迪体育场举行的演出开幕式

《希望的阴谋》是1986年6月大赦国际在美国举行的六场慈善音乐会的短期巡演。这次旅行的目的不是筹集资金，而是提高人们对人权和大赦国际成立25周年工作的认识。这些节目由U2樂團、史汀和布莱恩·亚当斯领衔，彼得·蓋布瑞爾、卢·里德、琼·贝兹和内维尔兄弟也参与其中。在每个城市的新闻发布会上和媒体活动中，以及通过音乐会上的音乐，艺术家们与公众就人权和人类尊严的主题进行了接触。这六场音乐会是后来统称为“人权音乐会”的第一场音乐会，这是国国际特赦组织美国分会于1986年至1998年间举办的一系列音乐活动和巡演。
人权现在！是1988年，国际特赦组织在全球范围内举办了20场慈善音乐会，为期六周。举办这些节目不是为了筹集资金，而是为了提高人们对《世界人权宣言》40周年纪念和大赦国际工作的认识，布鲁斯·斯普林斯汀和E街乐队、斯汀、彼得·加布里埃尔、特蕾西·查普曼和尤素·恩杜尔，以及来自举办音乐会的每个国家的特邀艺术家。

### 大赦蜡烛

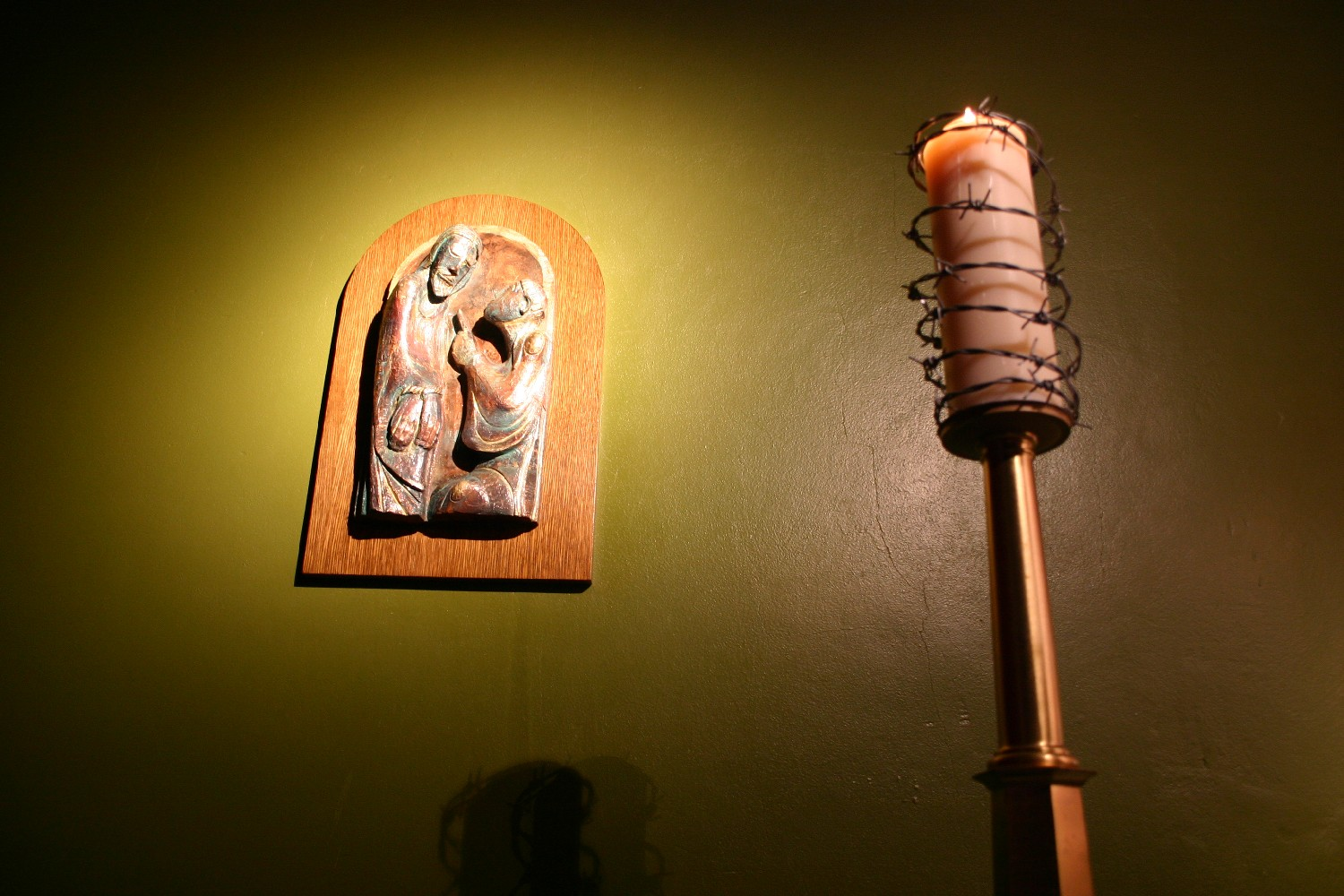
大赦蜡烛

该组织的标志结合了受谚语“与其诅咒黑暗，不如点燃蜡烛”启发的两个图像。蜡烛代表了该组织为揭示世界各地关押政治犯的事实所做的努力，以及为囚犯带来公平待遇和释放希望的承诺。铁丝网代表了被不公正地关进监狱的人的绝望。
该标志由戴安娜·雷德豪斯于1963年设计，是国际特赦组织的第一张圣诞卡。

### 引用
1. ↑  . Amnesty International.   [2025-06-17] （英语）.
2. ↑  . Amnesty International.   [2025-06-17]. （原始内容存档于2023-09-27） （英语）.
3. ↑  Wong, Wendy.  1. Cornell University Press. 2012. ISBN 978-0-8014-5079-2. doi:10.7591/j.cttq43kj.
4. ↑  Srivastava, Swati (编), , Cambridge Studies in International Relations, Cambridge University Press: 185–228, 2022  [2025-06-17], ISBN 978-1-009-20445-3, doi:10.1017/9781009204453.007
5. 1 2  Benenson, Peter. . The Guardian. 1961-05-28  [2025-06-17]. ISSN 0261-3077 （英国英语）.
6. ↑  . www.amnesty.org.   [2025-06-17]. （原始内容存档于2015-02-22） （英语）.
7. ↑  Childs, Peter; Storry, Mike (编). . . London: Routledge: 22–23. 2002.
8. ↑  Elizabeth Keane. . I.B.Tauris. 2006. ISBN 978-1-84511-125-0.
9. ↑  Buchanan, Tom. . Journal of Contemporary History. 2002-10-01, 37 (4)  [2025-06-19]. ISSN 0022-0094. doi:10.1177/00220094020370040501 （英语）.
10. ↑  McVeigh, Tracy. . The Guardian. 2011-05-28  [2025-06-19]. ISSN 0261-3077 （英国英语）.
11. ↑  Sellars, Kirsten. . 2009-01-01  [2025-06-19].
12. ↑  Larsen, Egon. . Internet Archive. New York : Norton. 1979. ISBN 978-0-393-01213-2.
13. ↑  . The Independent. 2005-02-28  [2025-06-19]. （原始内容存档于2017-05-25） （英国英语）.
14. ↑  Power, Jonathan. . McGraw-Hill. 1981. ISBN 978-0-07-050597-1 （英语）.
15. ↑  Chen, Wendy. . 美國華盛頓州西雅圖: University of Washington Press. 2023-11-01  [2025-06-19]. ISBN 9780295752051 （英语）.
16. ↑  . The Telegraph. 2008-10-04  [2025-06-19] （英语）.
17. ↑  . Nobel Prize.   [2019-03-19]. （原始内容存档于2018-07-20）.
18. ↑   (PDF).   [2019-03-19]. （原始内容存档 (PDF)于2016-03-29）.
19. ↑  . NobelPrize.org.   [2025-06-19] （美国英语）.
20. ↑  Russell, James M. . Journal of Human Rights. 2002-09-01, 1 (3)  [2025-06-20]. ISSN 1475-4835. doi:10.1080/14754830210156625.
21. ↑  . news.bbc.co.uk.   [2025-06-20].
22. ↑  . news.bbc.co.uk.   [2025-06-20].
23. ↑  . Amnesty International. 2003-08-14  [2025-06-20] （英语）.
24. ↑  . www.carnegiecouncil.org.   [2025-06-20]. （原始内容存档于2016-09-10） （美国英语）.
25. ↑  . 2005-05-26  [2025-06-20]. ISSN 0190-8286 （美国英语）.
26. ↑  . 2005-05-31  [2025-06-20] （英国英语）.
27. ↑  . Amnesty International. 2003-03-25  [2025-06-20] （英语）.
28. ↑   (PDF). www.amnestyusa.org.   [2025-06-20]. （原始内容 (PDF)存档于2009-06-24）.
29. ↑  . edition.cnn.com.   [2025-06-20]. （原始内容存档于2025-04-27） （英语）.
30. ↑  Koutsoukis,Jerusalem, Jason. . The Age. 2009-07-02  [2025-06-20] （英语）.
31. ↑  . Amnesty International. 2009-09-15  [2025-06-20] （英语）.
32. ↑  McAllister, Edward. . Reuters. 2014-08-27  [2025-06-20] （美国英语）.
33. ↑  . Los Angeles Times. 2014-08-17  [2025-06-20] （美国英语）.
34. ↑  . HuffPost. 2014-08-17  [2025-06-20] （英语）.
35. ↑  page, Stuart Winer You will receive email alerts from this author Manage alert preferences on your profile page You will no longer receive email alerts from this author Manage alert preferences on your profile. . www.timesofisrael.com.   [2025-06-20] （美国英语）.
36. ↑  Doherty, Rosa. . The Jewish Chronicle. 2015-04-21  [2025-06-20] （英语）.
37. ↑  Norfolk, Andrew. . www.thetimes.com. 2015-08-17  [2025-06-20] （英语）.
38. ↑  Norfolk, Andrew. . www.thetimes.com. 2015-08-17  [2025-06-20] （英语）.
39. ↑  . Amnesty International. 2016-06-29  [2025-06-20] （英语）.
40. ↑  . Amnesty International. 2016-06-07  [2025-06-20] （英语）.
41. ↑  Norton, Ben. . Salon. 2016-06-29  [2025-06-20] （英语）.
42. ↑  . 2016-12-21  [2025-06-20] （法语）.
43. ↑  Brewster, Thomas. . Forbes.   [2025-06-20] （英语）.
44. ↑  Luhn, Alec. . The Telegraph. 2018-10-15  [2025-06-23]. ISSN 0307-1235 （英国英语）.
45. ↑  . The Economic Times. 2020-09-29  [2025-06-23]. ISSN 0013-0389.
46. ↑  Mohan, Rohini. . The New York Times. 2017-01-09  [2025-06-23]. ISSN 0362-4331 （美国英语）.
47. ↑  Bhalla, Nita. . Reuters. 2016-11-09  [2025-06-23] （美国英语）.
48. ↑  Kazmin, Amy. . Financial Times. 2018-07-30  [2025-06-23].
49. ↑  Das, Krishna N. . The Japan Times. 2018-10-26  [2025-06-23] （英语）.
50. ↑  . Business Insider.   [2025-06-23] （美国英语）.
51. ↑  . www.thisdaylive.com.   [2025-06-23] （美国英语）.
52. ↑  . dw.com.   [2025-06-23] （英语）.
53. ↑  . Amnesty International. 2018-12-05  [2025-06-23] （英语）.
54. ↑  S.A, Telewizja Polska. . en.belsat.eu.   [2025-06-23] （英语）.
55. ↑  . 2019-02-23  [2025-06-23] （英语）.
56. ↑  . Al Jazeera.   [2025-06-23] （英语）.
57. ↑  . Amnesty International. 2019-05-13  [2025-06-23] （英语）.
58. ↑  Sabbagh, Dan. . The Guardian. 2019-05-18  [2025-06-23]. ISSN 0261-3077 （英国英语）.
59. ↑  Buchanan, Tom. . Journal of Contemporary History. 2002-10-01, 37 (4)  [2025-06-23]. ISSN 0022-0094. doi:10.1177/00220094020370040501 （英语）.
60. ↑  Editorial, Reuters. . U.K.   [2025-06-23]. （原始内容存档于2019-09-11） （英国英语）.
61. ↑  . 2019-09-11  [2025-06-23] （英国英语）.
62. ↑  SUNITA SOHRABJI/India-West Staff Reporter. . India West.   [2025-06-23]. （原始内容存档于2021-06-06） （英语）.
63. ↑  Kelly, Laura. . The Hill. 2020-08-15  [2025-06-23]. （原始内容存档于2023-09-11） （美国英语）.
64. ↑  . Al Jazeera.   [2025-06-23] （英语）.
65. ↑  . Al Jazeera.   [2025-06-23] （英语）.
66. ↑  Anwar, Nessa. . CNBC. 2020-08-17  [2025-06-23] （英语）.
67. ↑  . 2020-09-29  [2025-06-23] （英国英语）.
68. ↑  Staff. . The Guardian. 2020-11-02  [2025-06-23]. ISSN 0261-3077 （英国英语）.
69. ↑  . www.amnesty.org.uk.   [2025-06-23] （英语）.
70. ↑  . The Jerusalem Post | JPost.com. 2021-04-16  [2025-06-23] （英语）.
71. ↑  Jerusalem, Anshel Pfeffer. . www.thetimes.com. 2022-02-01  [2025-06-23] （英语）.
72. ↑  Daventry, Michael. . Jewish News. 2021-04-15  [2025-06-23] （美国英语）.
73. ↑  Berger, Miriam; Kelly, Meg; Lee, Joyce; Tabrizy, Nilo; Hill, Evan; Moriarty, Dylan; Masih, Niha; Jeong, Andrew; Sands, Leo. . The Washington Post. 2022-02-01  [2025-06-23]. ISSN 0190-8286 （美国英语）.
74. ↑  . 2022-02-01  [2025-06-23] （英国英语）.
75. ↑  Deutch, Gabby. . Jewish Insider. 2022-03-11  [2025-06-23] （美国英语）.
76. ↑  Bandler, Aaron. . Jewish Journal. 2022-03-11  [2025-06-23] （美国英语）.
77. ↑  Kampeas, Ron. . Jewish Telegraphic Agency. 2022-03-11  [2025-06-23] （美国英语）.
78. ↑  . FAZ.NET. 2022-04-09  [2025-06-23] （德语）.
79. ↑  . Amnesty International. 2024-12-05  [2025-06-23] （英语）.
80. ↑  Staff, ToI. . www.timesofisrael.com.   [2025-06-23] （美国英语）.
81. ↑  . The Jerusalem Post | JPost.com. 2025-01-07  [2025-06-23] （英语）.
82. ↑  Monitor, N. G. O. . ngo-monitor.org. 2014-12-01  [2025-06-17] （美国英语）.
83. ↑  . prd-ds-register-of-charities.charitycommission.gov.uk.   [2025-06-17] （英国英语）.
84. ↑  . prd-ds-register-of-charities.charitycommission.gov.uk.   [2025-06-17] （英国英语）.
85. ↑  Ann Marie Clark. . Internet Archive. Princeton University Press. 2001-03-01. ISBN 978-0-691-05743-9.
86. ↑  . www.amnesty-volunteer.org.   [2025-06-17].
87. ↑  . Amnesty International.   [2025-06-17] （英语）.
88. ↑  國際特赦組織台灣總會，〈讓死刑從地球上消失：AI強力捍衛生命權 終結對人性尊嚴的侮辱〉，司法改革雜誌，第77期，2010年5月31日。
89. ↑  國際特赦組織台灣總會，〈打一場消滅貧窮的聖戰：AI嚴肅面對當前迫切的人權危機〉，司法改革雜誌，第77期，2010年5月31日。
90. ↑  .   [2013-04-24]. （原始内容存档于2015-02-22）.
91. ↑  . www.bookdownloading.com.   [2025-06-05]. （原始内容存档于2016-03-23） （英语）.
92. ↑  . The New Republic.   [2025-06-05]. ISSN 0028-6583.
93. ↑  . Amnesty International. 28 May 1961  [2021-08-17]. （原始内容存档于2015-02-10）.
94. ↑  Amnesty International Charity Limited Report and financial statements for the year ended 31 March 2011 （页面存档备份，存于）, p. 8, Paragraph 10.
95. ↑   (PDF): 45, Note 17.   [2021-08-17]. （原始内容存档 (PDF)于2014-03-28）.
96. ↑   (PDF). （原始内容 (PDF)存档于16 June 2012）.
97. ↑   (PDF). （原始内容 (PDF)存档于16 June 2012）.
98. ↑   (PDF). （原始内容 (PDF)存档于16 June 2012）.
99. ↑   (PDF). （原始内容 (PDF)存档于16 June 2012）.
100. ↑  . Amnesty International. 2011-11-01  [2025-06-05] （英语）.
101. ↑  . Ford Foundation.   [2025-06-05]. （原始内容存档于2022-01-27） （英语）.
102. ↑  . 山东周刊（Shandong Weekly）.   [2014年3月28日]. （原始内容存档于2014年3月28日） （中文（简体））.
103. ↑  . 《山东周刊》（Shandong Weekly）. 2014年3月28日  [2014年3月28日]. （原始内容存档于2014年3月28日） （中文（简体））.
104. ↑  .   [2017-04-11]. （原始内容存档于2021-01-15）.
105. ↑  . cosmos.ucc.ie.   [2025-05-30]. （原始内容存档于2019-09-17）.
106. 1 2  McVeigh, Karen. . The Guardian. 2019-02-06  [2025-05-30]. ISSN 0261-3077 （英国英语）.
107. ↑  . openDemocracy.   [2025-05-30] （英语）.
108. ↑  . dw.com.   [2025-05-30] （英语）.
109. ↑  . neurope.eu.   [2025-05-30]. （原始内容存档于2016-03-12） （美国英语）.
110. ↑  . www.uscpf.org.   [2025-05-30].
111. ↑  . www.namibian.com.na.   [2025-05-30]. （原始内容存档于2006-01-03）.
112. ↑  . Ahram Online.   [2025-05-30].
113. ↑  . The New Republic.   [2025-05-30]. ISSN 0028-6583.
114. ↑  Editorial, Reuters. . Reuters UK.   [2025-05-30]. （原始内容存档于2016-03-12） （英国英语）.
115. ↑  . www.thienlybuutoa.org.   [2025-05-30]. （原始内容存档于2025-04-21）.
116. ↑  . www.hrvc.net.   [2025-05-30]. （原始内容存档于2004-11-09）.
117. ↑  Adebayo, Bukola. . CNN. 2018-05-24  [2025-05-30] （英语）.
118. ↑  . georgewbush-whitehouse.archives.gov.   [2025-05-30].
119. ↑  . 2019-02-23  [2025-05-30] （英语）.
120. ↑  . www.amnesty.org.   [2025-05-30]. （原始内容存档于2021-06-13） （英语）.
121. 1 2 3  Reporter, Sean O’Neill, Chief. . www.thetimes.com. 2019-05-27  [2025-05-30] （英语）.
122. ↑  . RFI. 2019-05-26  [2025-05-30] （英语）.
123. ↑  . Amnesty International. 2019-12-05  [2025-05-30] （英语）.
124. ↑  McVeigh, Karen. . The Guardian. 2019-06-06  [2025-05-30]. ISSN 0261-3077 （英国英语）.
125. ↑  Booth, Robert; correspondent, Robert Booth Social affairs. . The Guardian. 2019-04-27  [2025-05-30]. ISSN 0261-3077 （英国英语）.
126. ↑  . Amnesty International.   [2025-05-30] （英语）.
127. ↑  Reporter, Sean O’Neill, Chief. . www.thetimes.com. 2020-09-28  [2025-05-30] （英语）.
128. ↑  Ricketts, Andy. . www.thirdsector.co.uk.   [2025-05-30] （英语）.
129. ↑  Parveen, Nazia; correpondent, Nazia Parveen Community affairs. . The Guardian. 2021-04-20  [2025-05-30]. ISSN 0261-3077 （英国英语）.
130. ↑  . www.amnesty.org.uk.   [2025-05-30] （英语）.
131. ↑  Bozinovska, Elizabeta. . Focus Washington - Navigating the Swamp. 2022-06-18  [2025-05-30] （美国英语）.
132. ↑  Algemeiner, The. . www.algemeiner.com. 2022-06-22  [2025-05-30] （美国英语）.
133. ↑  Krauss, Clifford. . The New York Times. 1992-01-12  [2025-05-30]. ISSN 0362-4331 （美国英语）.
134. ↑  . www.jta.org.   [2025-05-30]. （原始内容存档于2010-08-27） （美国英语）.
135. ↑  . The Jerusalem Post | JPost.com. 2006-10-17  [2025-05-30] （英语）.
136. ↑  Daventry, Michael. . Jewish News. 2021-04-15  [2025-05-30] （美国英语）.
137. ↑  . The Jerusalem Post | JPost.com. 2021-04-16  [2025-05-30] （英语）.
138. ↑  Jerusalem, Anshel Pfeffer. . www.thetimes.com. 2022-02-01  [2025-05-30] （英语）.
139. ↑  Deutch, Gabby. . Jewish Insider. 2022-03-11  [2025-05-30] （美国英语）.
140. ↑  Bandler, Aaron. . Jewish Journal. 2022-03-11  [2025-05-30] （美国英语）.
141. ↑  Kampeas, Ron. . Jewish Telegraphic Agency. 2022-03-11  [2025-05-30] （美国英语）.
142. ↑  . www.timesofisrael.com.   [2025-05-30] （美国英语）.
143. ↑  Samuels, Ben. . Haaretz.com.   [2025-05-30]. （原始内容存档于2022-05-14） （英语）.
144. ↑  Rod, Marc. . Jewish Insider. 2022-03-31  [2025-05-30] （美国英语）.
145. ↑  JTA. . www.timesofisrael.com.   [2025-05-30] （美国英语）.
146. ↑  . Radio Free Europe/Radio Liberty. 2012-05-18  [2025-05-30] （英语）.
147. ↑  JAMnews. . Jamnews in English. 2021-02-25  [2025-05-30] （美国英语）.
148. ↑  . Meduza.   [2025-05-30] （英语）.
149. ↑  . BBC News. 2021-02-24  [2025-05-30] （英国英语）.
150. ↑  Brown, David. . www.thetimes.com. 2021-02-27  [2025-05-30] （英语）.
151. ↑  . 2021-05-07  [2025-05-30] （英国英语）.
152. ↑  . Amnesty International. 2021-05-07  [2025-05-30] （英语）.
153. ↑  Sellars, Kirsten. . 2009-01-01  [2025-06-05].
154. ↑  . sahistory.org.za.   [2025-06-05].
155. ↑  . Amnesty International. 2019-04-25  [2025-06-05] （英语）.
156. ↑  Cities, Rebel. . Byline Times. 2019-04-26  [2025-06-05] （英国英语）.
157. ↑  . morningstaronline.co.uk.   [2025-06-05].
158. ↑  . www.sskonline.org.uk.   [2025-06-05].
159. ↑  . Amnesty International. 2022-08-04  [2025-06-05] （英语）.
160. ↑  Hayda, Julian. . NPR. 2022-08-05  [2025-06-05] （英语）.
161. ↑  Pietsch, Bryan; Horton, Alex; O'Grady, Siobhán; Burianova, Tetiana; Morgunov, Serhiy; Karklis, Laris. . The Washington Post. 2022-08-07  [2025-06-05]. ISSN 0190-8286 （美国英语）.
162. ↑  . Ukrainska Pravda.   [2025-06-05] （英语）.
163. ↑  Hopkins, Valerie; Gibbons-Neff, Thomas. . The New York Times. 2022-08-07  [2025-06-05]. ISSN 0362-4331 （美国英语）.
164. ↑  . BBC News Русская служба.   [2025-06-05] （俄语）.
165. ↑  Mutch, Tom. . Byline Times. 2022-08-08  [2025-06-05] （英国英语）.
166. ↑  . The Kyiv Independent. 2022-08-08  [2025-06-05] （英语）.
167. 1 2  . euronews. 2022-08-05  [2025-06-05] （英语）.
168. ↑  . 2022-08-06  [2025-06-05] （英语）.
169. ↑  Times, The Moscow. . The Moscow Times. 2022-08-05  [2025-06-05] （英语）.
170. ↑  . dw.com.   [2025-06-05] （俄语）.
171. ↑  Shandra, Alya. . Euromaidan Press. 2022-08-13  [2025-06-05] （美国英语）.
172. ↑  Savage, Charlie. . The New York Times. 2023-04-27  [2025-06-05]. ISSN 0362-4331 （美国英语）.
173. ↑  . NobelPrize.org.   [2025-05-29] （美国英语）.
174. ↑  . Roosevelt Institute.   [2025-05-29] （美国英语）.
175. ↑  Airey, David. . Logo Design Love. 2008-06-15  [2025-05-29] （英语）.
176. ↑  . www.amnesty.ca.   [2025-05-29]. （原始内容存档于2008-06-18） （英语）.
177. ↑  Yvonne; Baron, Denis. . The Guardian. 2007-12-07  [2025-05-29]. ISSN 0261-3077 （英国英语）.